# Michael Mizrachi
Michael David Mizrachi (Miami Beach, 5 januari 1981) is een professionele Amerikaanse pokerspeler van Irakese afkomst. Hij won onder meer drie keer het $50.000 Players Championship (een 8-Game) van de World Series of Poker en zowel het $9.603 Main Event - No Limit Hold'em Championship van de L.A. Poker Classic 2005 als het  $9.700 Championship Event - No Limit Hold'em van de Borgata Winter Open in het kader van de World Poker Tour (WPT).
Mizrachi werd door Card Player Magazine uitgeroepen tot Player of the Year 2006. Hij verdiende tot en met oktober 2024 meer dan $17.636.000,- in pokertoernooien (cashgames niet meegerekend). Hij heeft ook een tweelingbroer genaamd Eric, die eveneens poker speelt. Hun oudere broer is pokerprof Robert Mizrachi, met wie hij samen aan de finaletafel zat van het $50.000 Players Championship tijdens de World Series of Poker 2010.  

## Wapenfeiten
Mizrachi begon in 2004 met het opstrijken van geldprijzen in grote pokertoernooien. Hij won dat jaar onder meer het $2.000 No Limit Hold'em-toernooi van de Five-Diamond World Poker Classic in Las Vegas, goed voor $273.040,- van de meer dan $350.000,- die hij dat jaar aan prijzengeld verdiende. Een elfde plaats in het $1.500 No-Limit Hold'em-toernooi van de World Series of Poker (WSOP) 2004 betekende tevens zijn eerste WSOP-prijs.
In februari 2005 pakte Mizrachi zijn eerste 'A-titel' door een hoofdtoernooi op de World Poker Tour te winnen. Een maand eerder was hij al eens vijfde geworden in een WPT-toernooi in Tunica en in april werd hij nog een keer elfde op een WPT-toernooi in Las Vegas. Die drie resultaten leverden Mizrachi samen bijna 2.250.000,- op. In juni en juli dat jaar speelde hij zich vervolgens ook in zeven toernooien van de World Series of Poker 2005 in het prijzengeld. Mizrachi pakte in januari 2006 vervolgens op de Borgata Winter Open zijn tweede WPT-titel, tien dagen nadat hij de kans daarop nét liet lopen toen hij in het hoofdtoernooi van de World Poker Open in Tunica tweede werd (achter Scotty Nguyen).
Op zijn eerste finaletafel van de WSOP moest Mizrachi wachten tot de World Series of Poker 2008. Hij werd toen achtste in het 2.500 Omaha / Seven Card Stud Hi/Lo-toernooi (goed voor $24.095,-) én derde in het $10.000 World Championship Pot Limit Omaha (goed voor $331.279,-). De World Series of Poker 2010 brachten Mizrachi zijn eerste WSOP-titel en finaletafels in nog drie WSOP-toernooien. Eén daarvan was die van het Main Event. Zijn uiteindelijke vijfde plaats daarin leverde Mizrachi $2.332.992,- op, nadat hij met het winnen van het $50.000 Players Championship ruim een maand eerder al 1.559.046,- verdiende. Hij was op de World Series of Poker 2011 dichtbij zijn tweede WSOP-titel. Nadat hij vrijwel heel het $2.500 Omaha/Seven Card Stud Hi-Low-8 or Better de meeste chips in zijn bezit had gehad, werd hij uiteindelijk toch tweede, achter zijn landgenoot Owais Ahmed.

## Titels
Mizrachi won ook verschillende toernooien die niet tot de WSOP- of WPT-titelevenementen behoren, zoals:
- het $2.000 No Limit Hold'em-toernooi van de Five-Diamond World Poker Classic 2004 in Las Vegas ($273.040,-)
- het $1.500 Heads Up US NLH Championship van de Mirage Poker Showdown 2005 in Las Vegas ($203.700,-)
- het $2.000 No Limit Hold'em-toernooi van het Mandalay Bay Poker Championship 2006 in Las Vegas ($114.850,-)
- het $1.000 No Limit Hold'em-toernooi van de Bellagio Cup II 2006 in Las Vegas ($134.440,-)
- het $2.000 No Limit Hold'em-toernooi van de Mirage Poker Showdown 2007 in Las Vegas ($85.031,-)
- het $3.000 No Limit Hold'em-toernooi van het World Poker Classic - WPT World Championship 2008 in Las Vegas ($154.960,-)
- het $5.000 No Limit Hold'em-toernooi van Festa al Lago 2009 in Las Vegas ($120.036,-)

## World Series of Poker bracelets
| Jaar                              | Toernooi                                 | Prijs        |
| --------------------------------- | ---------------------------------------- | ------------ |
| World Series of Poker 2010        | $50.000 The Poker Players Championship   | $1.559.046   |
| World Series of Poker Europe 2011 | €10.400 No Limit Hold'em (Split Format)  | €336.008,-   |
| World Series of Poker 2012        | $50.000 The Poker Players Championship   | €1.451.527,- |
| World Series of Poker 2018        | $50.000 The Poker Players Championship   | $1.239.126,- |
| World Series of Poker 2019        | $1.500 Seven Card Stud Hi-Lo 8 or Better | $142.801,-   |
| World Series of Poker Online 2024 | $888 No-Limit Hold'em Crazy 8s Encore    | $108.815,-   |
| World Series of Poker 2025        | $50.000 The Poker Players Championship   | $1.331.322   |
| World Series of Poker 2025        | $10,000 No Limit Hold'em Main Event      | $10.000.000  |

## Trivia
- Mizrachi was te zien in seizoen twee van High Stakes Poker